# Station Fetsund
Station Fetsund is een station in Fetsund in fylke Viken  in  Noorwegen. In Fetsund staat nog het oorspronkelijke stationsgebouw uit 1862. Het gebouw, gelegen aan Kongsvingerbanen, is een ontwerp van de van oorsprong Duitse architecten Heinrich Ernst Schirmer en Wilhelm von Hanno. Het stationsgebouw is een beschermd monument Fetsund wordt bediend door lijn L14, de stoptrein tussen Asker en Kongsvinger.